# Selenops peraltae
Selenops peraltae là một loài nhện trong họ Selenopidae.
Loài này thuộc chi Selenops. Selenops peraltae được J. A. Corronca miêu tả năm 1997.